# Skogsgroda
Skogsgroda (Rana sylvatica) är en nordamerikansk grodart i släktet Rana.

## Kännetecken
Skogsgrodans längd varierar från 3,5 till 7,5 cm. Teckning och färg är mycket variabel, men den är vanligtvis fläckig i brunt, beige och rödbrunt, även om gröna och gråaktiga mönster också förekommer. Buken är ljusare, gulaktig eller blekgrön. Oavsett färgning har den en svart "mask" runt ögat och ner till frambenets bas. Hanar är påtagligt mindre än honorna, men har klarare färger.

## Utbredning
Grodan lever i USA från New Jersey, norra Georgia och norra Idaho över norra och nordöstra USA till Kanada och Alaska. Fläckvis kan den uppträda även söder om detta område. Det är den enda groda som lever norr om polcirkeln.

## Levnadssätt
Den lever främst i vegetationstäta biotoper som skogar, dungar och buskage, men kan också förekomma vid bevuxna vattendrag och liknande vattensamlingar. Hotad gömmer den sig oftast i undervegetation, löv, mull och under stenar och stockar. Skogsgrodor är i hög grad revirhävdande, med en genomsnittlig storlek på reviret på 100 m²
Vintertid övervintrar skogsgrodan nergrävd i mull och annan lös jord, där den kan överleva nerfrysning tack vare den höga glukoskoncentrationen i vävnaderna. Under vinterdvalan kan så mycket som 35-45% av vävnaderna frysa, samtidigt som hjärtverksamhet och andning minskar.

### Föda
Skogsgrodan lever främst av Insekter och andra leddjur, blötdjur och maskar. Grodynglen lever framför allt av alger.

### Fortplantning
Grodan leker under mars till maj. Äggen har en mycket hög köldtolerans; de som efter läggningen fryser dör inte, utan fortsätter att utvecklas när de tinat upp. Äggens utvecklingstid beror på vattentemperaturen; i kalla vatten kan det dröja upp till en månad innan de kläcks, medan det i varmare vatten kan ta så kort tid som 9 till 10 dagar. Det tar ytterligare 2 till 4 månader innan ynglen förvandlas. De nyförvandlade grodorna är vanligtvis helt små, och blir inte könsmogna förrän efter 2 år.